# Maremma

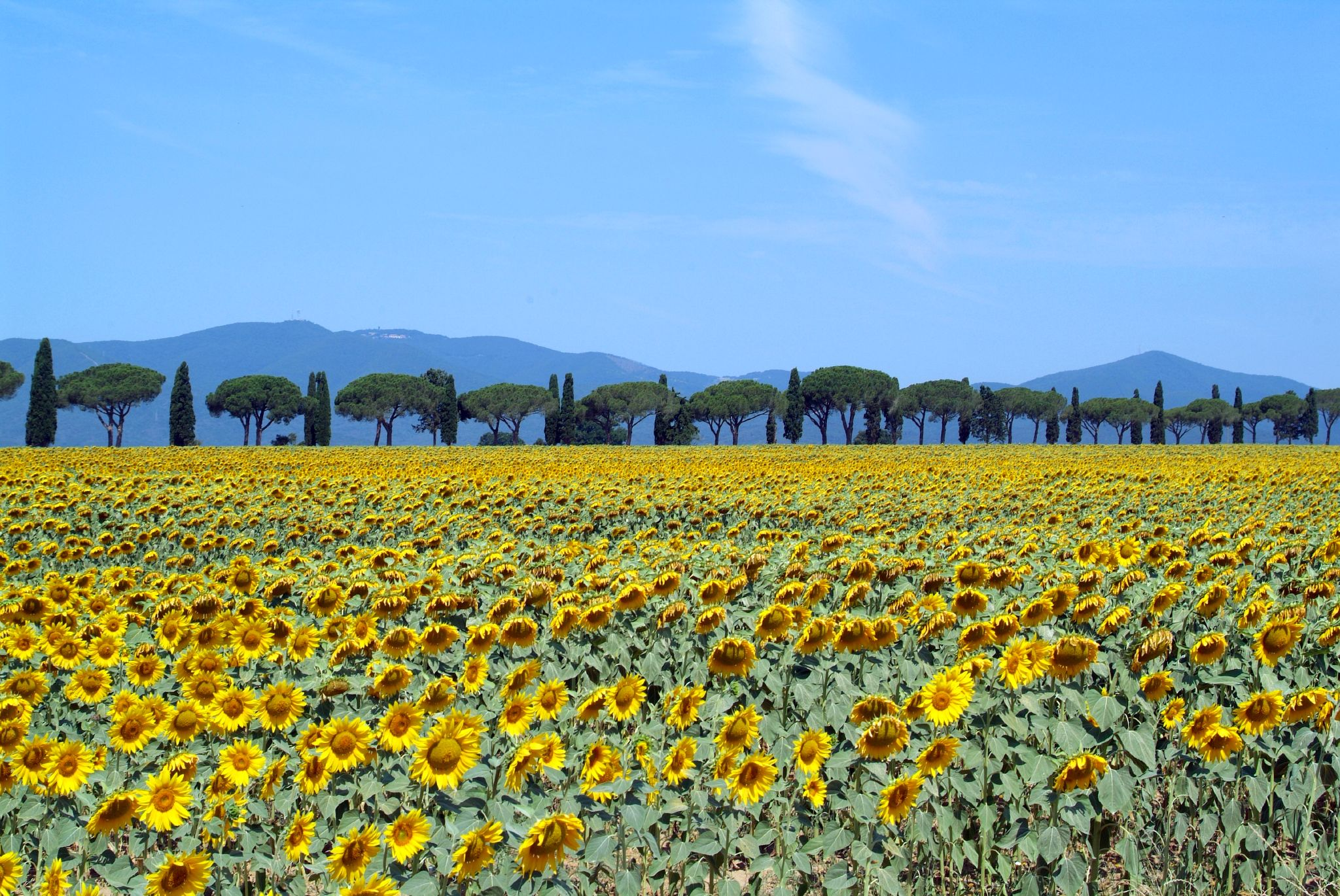
Napraforgómező Maremmában

Maremma (latin tengeri [szárazföld]) partvidék Közép-Olaszország nyugati részén, a Tirrén-tenger mellett. Toszkána délnyugati részének nagy részét és Észak-Lazio egy részét foglalja magában. Korábban többnyire mocsárvidék volt, gyakran malária veszélyével, de I. Ferdinánd toszkánai nagyherceg parancsára lecsapolták. 
Hagyományosan a butteri, hegyi szarvasmarha-pásztorok népesítették be, akik két jellegzetes nyeregstílus egyikével, a scafardával és a bardellával felszerelt lovakon ültek.

## Földrajza
Maremma területe körülbelül 5000 km2. A középső rész megközelítőleg Grosseto megyének felel meg, észak felé a Colline Metalliferéig és a Monte Amiata lejtőig, de a régió Piombinótól északra a Cecina-folyó torkolatáig terjed, és dél felé Lazióba egészen Civitavecchiáig.

## Állatfajták
Maremma számos háziállatfajt nevelt ki, vagy adott nekik nevet. Ezek közé tartozik a két fajta munkaló, a Maremmano és a Cavallo Romano della Maremma Laziale, vagy a korábban használt Butteri és Cavalcanti; a nagy szürkemarhák Maremmana fajtája; a Maremmano juhászkutya fajta; valamint a Macchiaiola Maremmana törpesertésfajta, amelyet azért neveztek így el, mert széles körben tartották, és az erdőn kóboroltak.

## Fordítás
Ez a szócikk részben vagy egészben  a   Maremma című angol Wikipédia-szócikk ezen változatának fordításán alapul.  Az eredeti cikk szerkesztőit annak laptörténete sorolja fel. Ez a jelzés csupán a megfogalmazás eredetét és a szerzői jogokat jelzi, nem szolgál a cikkben szereplő információk forrásmegjelöléseként.